# Études d’exécution transcendante
Études d’exécution transcendante ist der Titel eines Zyklus von zwölf Klavieretüden von Franz Liszt. Die Etüden Liszts liegen in drei unterschiedlichen Fassungen vor. Die erste Fassung entstand 1826, die zweite 1837, und die dritte wurde 1851 oder 1852 fertiggestellt. Mit dem Titel „Études d’exécution transcendante“ ist die dritte Fassung gemeint. Liszt hat die früheren Versionen seiner Etüden für ungültig erklärt.
Für die Übertragung des Werktitels ins Deutsche wird oft der Ausdruck Etüden von aufsteigender Schwierigkeit verwendet. Allerdings trifft diese Gesetzmäßigkeit nicht zu, als schwierigste der Etüden werden z. B. die vierte oder die fünfte angesehen. Eine direktere Übertragung des Titels in die deutsche Sprache wäre etwa Etüden von übernatürlicher Ausführung.

## Entstehung

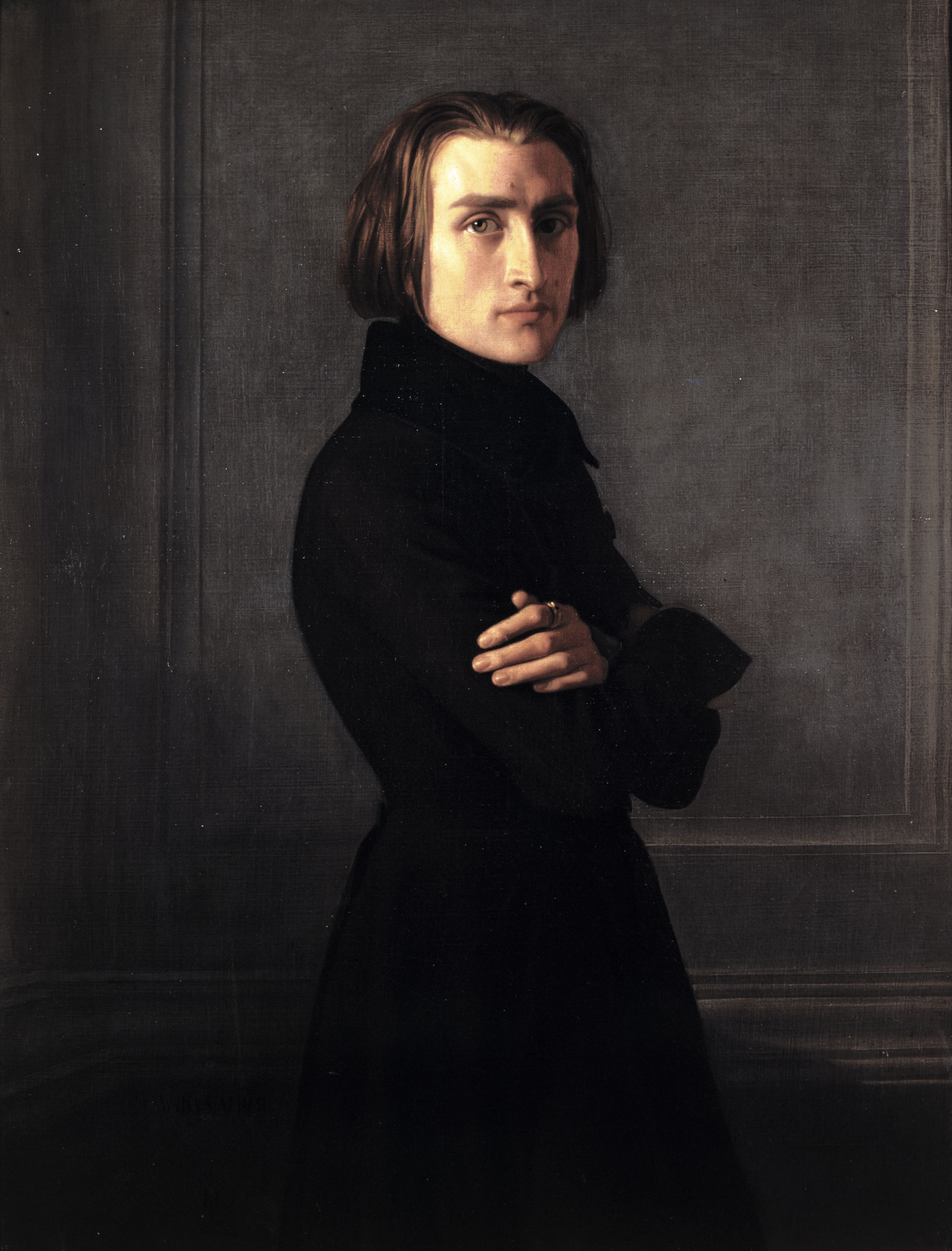
Franz Liszt, Porträt von Henri Lehmann, 1839.

Franz Liszts Études d’exécution transcendante sind als überarbeitete Neuversion aus den im September und Oktober 1837 komponierten Grandes Études hervorgegangen. Den meisten der Grandes Etudes liegen Stücke der früheren Etüden op. 6 als musikalische Keime zugrunde. Für die Etüde in f-Moll ist die Etüde in der gleichen Tonart aus Chopins Etüden op. 10 als Ausgangspunkt anzusehen. Die Etüde in Es-Dur wurde aus einem Motiv entwickelt, mit dem die Introduktion von Liszts Impromptu op. 3 über Melodien Rossinis und Spontinis beginnt. Für die Grandes Etudes war ursprünglich eine Gesamtzahl von 24 Stücken in allen Tonarten vorgesehen, doch hat Liszt den Zyklus in dieser Gestalt niemals fertiggestellt.
Für die Entstehungszeit der Études d’exécution transcendante ist in den Verzeichnissen der Werke Liszts das Jahr 1851 zu finden. Im Vergleich damit fiel eine eigene Auskunft Liszts als Antwort auf Anfragen Lina Ramanns im August 1876 anders aus. Liszt schrieb, er habe die Etüden op. 6 im Jahr 1827 in Marseille komponiert. Die Grandes Etudes seien 1837 und die Études d’exécution transcendante im Jahr 1849 in Weimar entstanden. Hinsichtlich seines Aufenthalts in Marseille, der in das Frühjahr 1826 fiel, hatte Liszt sich geirrt. Seine Datierung der Grandes Etudes, die mit Angaben in dem Tagebuch Marie d’Agoults verifiziert werden kann, war dagegen korrekt.
Zur Überprüfung der von Liszt angegebenen Datierung der Études d’exécution transcendante steht kein direkter Quellenbeleg zur Verfügung. Als indirekter Beleg liegt mit dem Datum des 25. Januar 1850 eine von Eduard Liszt aufgesetzte und von Liszt unterschriebene Erklärung gegenüber dem Verleger Haslinger vor. Zufolge dieser Erklärung erhielt Liszt mit Wirkung an diesem Tag sämtliche Rechte an den Grandes Etudes zurück. Da nicht anzunehmen ist, dass die Erklärung ohne Grund zustande gekommen war, hatte Liszt bereits mit der Umarbeitung der Etüden begonnen und wohl auch ein fortgeschrittenes Stadium erreicht. Eine Skizze für die Etüde in c-Moll Wilde Jagd ist allerdings mit dem Datum „1851 (Eilsen)“ versehen, das sich auf den Beginn des Jahres 1851 bezieht; und bis zur endgültigen Fertigstellung des Zyklus verging noch einige Zeit.
Spätestens im März 1851 muss Liszt mit der Umarbeitung seiner Etüden zu einem vorläufigen Abschluss gekommen sein. In einem Brief an Carl Reinecke vom 19. März 1851 kündigte er an, dass die Etüden im Mai dieses Jahres erscheinen würden. Es trat aber eine Verzögerung ein, zu deren Begründung Liszt in einem Brief an Carl Reinecke vom 16. April 1852 auf die von ihm vorgenommenen Veränderungen verwies. Er mag insoweit noch im Jahr 1852 mit den Etüden beschäftigt gewesen sein. Sie sollten nun im Sommer 1852 erscheinen. Aus einem Brief Liszts an den Verlag Breitkopf & Härtel vom 30. Oktober 1852 geht schließlich hervor, dass die Etüden bis dahin veröffentlicht waren.
Die Zeitgenossen Liszts hielten seine Kompositionen für unspielbar und ungenießbar. Zur Bekanntmachung seiner Klavierwerke musste sie Liszt deshalb selbst vortragen und spielte aus seinen Grandes Etudes nur die Stücke in g-Moll und in As-Dur jeweils einmal in zwei Konzerten am 18. April und am 2. Mai 1838 in Wien. Diese Wiener Konzerte wurden von Haslinger organisiert, in dessen Verlag die Grandes Etudes veröffentlicht werden sollten. Haslinger kündigte in einer Anzeige vom 16. Mai 1838 das baldige Erscheinen der Etüden an. Nach der aktuellen Planung Liszts war vorgesehen, dass er im September 1838 erneut in Wien konzertieren würde. In dieser Zeit sollten die Grandes Etudes in der Ausgabe Haslingers verfügbar sein. Im September 1838 zeigte sich jedoch, dass Liszt seine Pläne ändern und in Italien bleiben musste. Seine Etüden blieben deshalb unveröffentlicht liegen.
Zur Veröffentlichung seiner Grandes Etudes in Paris hatte Liszt den Verlag Maurice Schlesingers vorgesehen. Er hatte aus Gründen des internationalen Verlagsrechts mit Schlesinger vereinbart, dass die Etüden gleichzeitig in Paris, Wien, London und Mailand erscheinen sollten. Dabei hatte er keinen konkreten Erscheinungstermin genannt. Schlesinger zeigte ohne Wissen und Beteiligung Liszts in der Revue et Gazette musicale vom 24. März 1839 das Erscheinen der Grandes Etudes in zwei Heften an. Auslösende Ursache dürfte gewesen sein, dass kurz zuvor der Verleger Hofmeister in Leipzig mit der Bezeichnung als op. 1 einen Nachdruck der 1826 erschienenen Etüden erscheinen ließ. Zeitgenössische Leser der Anzeigen Hofmeisters mochten glauben, dass es diese Etüden waren, von denen in Berichten von den Wiener Konzerten Liszts die Rede gewesen war. Mit der Veröffentlichung der Grandes Etudes wollte Maurice Schlesinger einen eigenen Geschäftsvorteil wahren.
Nachdem die Grandes Etudes in Paris veröffentlicht waren, bereiteten die Verleger Ricordi in Mailand und Haslinger in Wien eigene Ausgaben vor, die Ende Juli oder Anfang August 1839 erschienen sind. Die einzige Ausgabe, auf deren Gestalt Liszt selbst Einfluss genommen hat, war die Ausgabe Ricordis. Damit hängt es zusammen, dass nur in dieser Ausgabe das zweite Heft mit den Etüden 8–12 Chopin gewidmet ist. Da in diesem zweiten Heft die Etüde in f-Moll enthalten ist, deren Ausgangspunkt eine Etüde Chopins war, lässt sich in der Widmung ein plausibler Sinn erkennen. Die Etüde Chopins ist in dessen op. 10 enthalten, das Liszt gewidmet ist. Liszt hat sich mit seiner Widmung revanchiert und gleichzeitig auf den Zusammenhang der beiden Etüden in f-Moll aufmerksam gemacht. Das erste Heft der Ausgabe Ricordis enthält eine Widmung an Liszts früheren Lehrer Czerny, dem in den anderen Ausgaben alle Etüden und später auch die Études d’exécution transcendante gewidmet sind.
Im Frühjahr 1839 hielt Clara Wieck sich in Paris zu Konzerten auf. Sie erhielt Anfang März 1839 von Schlesinger ein Exemplar des ersten Hefts der Etüden Liszts und schilderte in einem Brief an Schumann vom 10. März 1839 ihre ersten Eindrücke. Die Etüden gefielen ihr nicht, weil sie zu wild und zerrissen waren. Sie konnte zwar Geist, aber kein Gemüt darin finden. Schumann lernte die Etüden erst nach dem Erscheinen der Haslinger-Ausgabe kennen. Einem Brief an Clara Wieck vom 8. September 1839 ist zu entnehmen, dass er an diesem Tag die Etüden zweimal sorgfältig durchgespielt hatte. Die Etüden waren ihm größtenteils zu struppig erschienen, nur Weniges gefiel ihm im Grunde. Clara Wieck schrieb in einem Brief vom 10. September 1839, dass es ihr genauso ergangen sei. Entsprechend den gemeinsamen Eindrücken von den Etüden fiel eine Rezension Schumanns, die in der Neuen Zeitschrift für Musik vom 15. Oktober 1839 erschien, ablehnend aus. Dabei muss es für Liszt besonders peinlich gewesen sein, dass Schumann sich zuvor in einer Rezension in der Neuen Zeitschrift für Musik vom 8. März 1839 über Etüden seines Rivalen Thalberg lobend ausgesprochen hatte.
Die Grandes Etudes hatten im Herbst 1837 den Arbeitstitel Préludes in der Bedeutung von „Improvisationen“ erhalten. Liszt hat diesen Titel für das erste Stück der Études d’exécution transcendante übernommen. Die meisten der übrigen Stücke wurden ebenfalls mit Titeln versehen. Das vierte Stück wurde bereits in dem Programm eines Konzerts vom 27. März 1841 in Paris „Mazeppa“ genannt, obwohl eine gedruckte Ausgabe mit diesem Titel erst im November 1846 in Wien erschien. Liszt war am 11. Februar 1841 in Brüssel in einem Privatkonzert aufgetreten, das von François-Joseph Fétis veranstaltet worden war. Im Zuge einer Kontroverse, in der es um den künstlerischen Rang Thalbergs ging, hatte Fétis im Frühjahr 1837 Liszt eine eigene Kreativität abgesprochen. Im Februar 1841 rief er jedoch unter dem Eindruck von Liszts Klavierspiel aus: „Voilà la création du piano, on ne savait pas ce que c’était jusqu’ici.“ („Das ist die Neuerfindung des Klaviers, von dem man bis heute gar nicht wusste, was es war.“) Mit einem übersteigerten Hochgefühl nahm Liszt an, ihm sei als Komponist ein Durchbruch gelungen. Hiermit hängt das von Victor Hugo übernommene Motto der vierten Etüde zusammen: „Il tombe enfin! … et se relève Roi“ („Endlich stürzt er hin! … und steht als König wieder auf“).
Die Bezeichnung „Etude d’exécution transcendante“ wurde von Liszt im September 1838 im Zusammenhang mit der Komposition seiner ersten Paganini-Etüde geprägt. Sie hängt wohl ebenfalls mit seiner früheren Kontroverse mit Fétis zusammen. Fétis hatte in seiner Entgegnung auf die Rezension Liszts einiger Klavierwerke Thalbergs geschrieben: „Vous êtes l’homme transcendant de l’école qui finit et qui n’a plus rien à faire, mais vous n’êtes pas celui d’une école nouvelle. Thalberg est cet homme: voilà toute la différence entre vous deux.“ („Sie sind der überragende Vertreter der Schule, die abgeschlossen ist und für die es nichts mehr zu tun gibt, aber Sie sind nicht der Vertreter einer neuen Schule. Dieser Mann ist Thalberg; das ist der ganze Unterschied zwischen Ihnen beiden.“) Die Bezeichnung „Études d’exécution transcendante“ knüpft in der Art eines ironischen Kommentars daran an. Sie sollte ein Hinweis darauf sein, dass Liszt im Vergleich mit der älteren Schule zu neuen Einfällen gekommen war. In einem Aufsatz Études d’exécution transcendante, der in der Revue et Gazette musicale vom 9. Mai 1841 erschien, hat Fétis dies mit Bezugnahme auf die Paganini-Etüden auch anerkannt, jedoch mit einem Hinweis auf Übernahmen Liszts aus Klavierwerken Thalbergs relativiert. Da die von Liszt überragte ältere Schule, auf die sich die frühere Anspielung von Fétis bezog, die Schule Czernys gewesen war, lässt sich der Titel Études d’exécution transcendante im Zusammenhang mit der Widmung an Czerny als neuer Hinweis Liszts auf seine eigene Fortentwicklung verstehen.
Bei der Umarbeitung der Grandes Etudes zu den Études d’exécution transcendante hat Liszt sich vor allem um eine verbesserte klaviertechnische Ökonomie bemüht. Es kamen stilistische Glättungen und andere Veränderungen hinzu. Die Veränderungen sind in den Etüden in f-Moll und Es-Dur besonders stark ausgeprägt, doch auch die übrigen Stücke wurden gründlich revidiert. Während Liszt sich in den meisten Fällen darauf beschränkte, seine Veränderungen in ein Exemplar der Haslinger-Ausgabe der Grandes Etudes einzutragen oder einzukleben, hat er die Mazeppa-Etüde vollständig neu notiert. Insbesondere die Coda, die in der früheren Version nur angedeutet war, erhielt erst in der letzten Fassung eine überzeugende Gestalt.

## Analyse

### Erstes Heft

#### Etüde Nr. 1Preludio
Die erste Etüde, Preludio in C-Dur, wirkt wie eine bravouröse Improvisation. Thematische Gestalten sind nur in rudimentären Ansätzen vorhanden, so dass die Etüde sich weniger zum Vortrag als Einzelstück, sondern vielmehr als Eingang in den Zyklus eignen wird. Unter der Voraussetzung einer ausgebildeten Technik hat man es mit einem mäßig schweren Klavierstück zu tun.
In Konzertaufführungen, in welchen die 12 zyklusartig-angeordneten Etüden an einem Stück vorgetragen werden, wird normalerweise zwischen der Ersten und Zweiten Etüde keine nennenswerte Zeit gelassen, wie man es eigentlich bei zwei Einzelstücken (aber auch von den meisten mehrsätzigen Stücken) erwarten würde. Beide Stücke gehen vielmehr nahtlos ineinander über.

#### Etüde Nr. 2Molto vivace
Zu Beginn der zweiten Etüde, Molto vivace in a-Moll, wird ein vierfach repetierter Ton als Motiv eingeführt. Bei dem von Liszt gewählten Rhythmus lässt das Motiv, mit dem die Etüde auch endet, an das Hauptmotiv der 5. Sinfonie Beethovens denken („Schicksalsmotiv“ – hier allerdings im 3/4-Takt). Zu diesem Motiv, das in unterschiedlichen Varianten allgegenwärtig ist, treten andere Motive hinzu, die einer beständigen Fortentwicklung unterworfen sind. Hierzu gehören ein melodisches Motiv (ab Takt 7, mit Auftakt), ein brillantes Motiv (ab Takt 12) und ein Arpeggiomotiv aus Tönen im Abstand einer Oktave (erstmals in Takt 15). Es ergibt sich eine klare Form, die an einen Sonatenhauptsatz erinnert:
- Introduktion – a capriccio (Takt 1, mit Auftakt, bis Takt 6)
- Exposition (Takt 7, mit Auftakt, bis Takt 29, Halbschluss in C-Dur mit dem Dreiklang G)
- Durchführung (Takt 30, mit Auftakt, bis Takt 68, mit großer Steigerung über dem Orgelpunkt e im Prestissimo)
- verkürzte Reprise – Tempo I (Takt 70 bis Takt 80)
- Coda – Stretto (Takt 81, mit Auftakt, bis zum Ende Takt 102) verstanden werden können.

Die dissonanzenreiche Harmonik wird bereits in der Introduktion exponiert: zum Orgelpunkt e erscheinen nacheinander der Neapolitanische Sextakkord, der verminderte Septakkord d-f-gis-h und die Zwischendominante H7 (als Quintsextakkord) vor dem Halbschluss mit dem Dreiklang E. Aus dem Neapolitaner ergeben sich phrygische Wirkungen und im Zusammenwirken mit dem verminderten Septakkord die Chromatik der Etüde.

#### Etüde Nr. 3Paysage
Die dritte Etüde, Paysage („Landschaft“) in F-Dur, beginnt als Anschlagsstudie in dem Charakter eines pastoralen Duetts. In einem zweiten Teil wird in beständiger Steigerung eine quasi religiöse Emphase erreicht. Das Auge des lyrischen Ichs wendet sich von der Landschaft dem Himmel zu. Im letzten Teil stellt sich unter Glockenklängen der Zustand eines beseligenden Friedens ein. Liszt hat Stücke von dieser Art niemals in Konzerten gespielt. Bei der typischen Erwartungshaltung seines Publikums hätte ein solches Stück auch deplatziert gewirkt.

#### Etüde Nr. 4Mazeppa

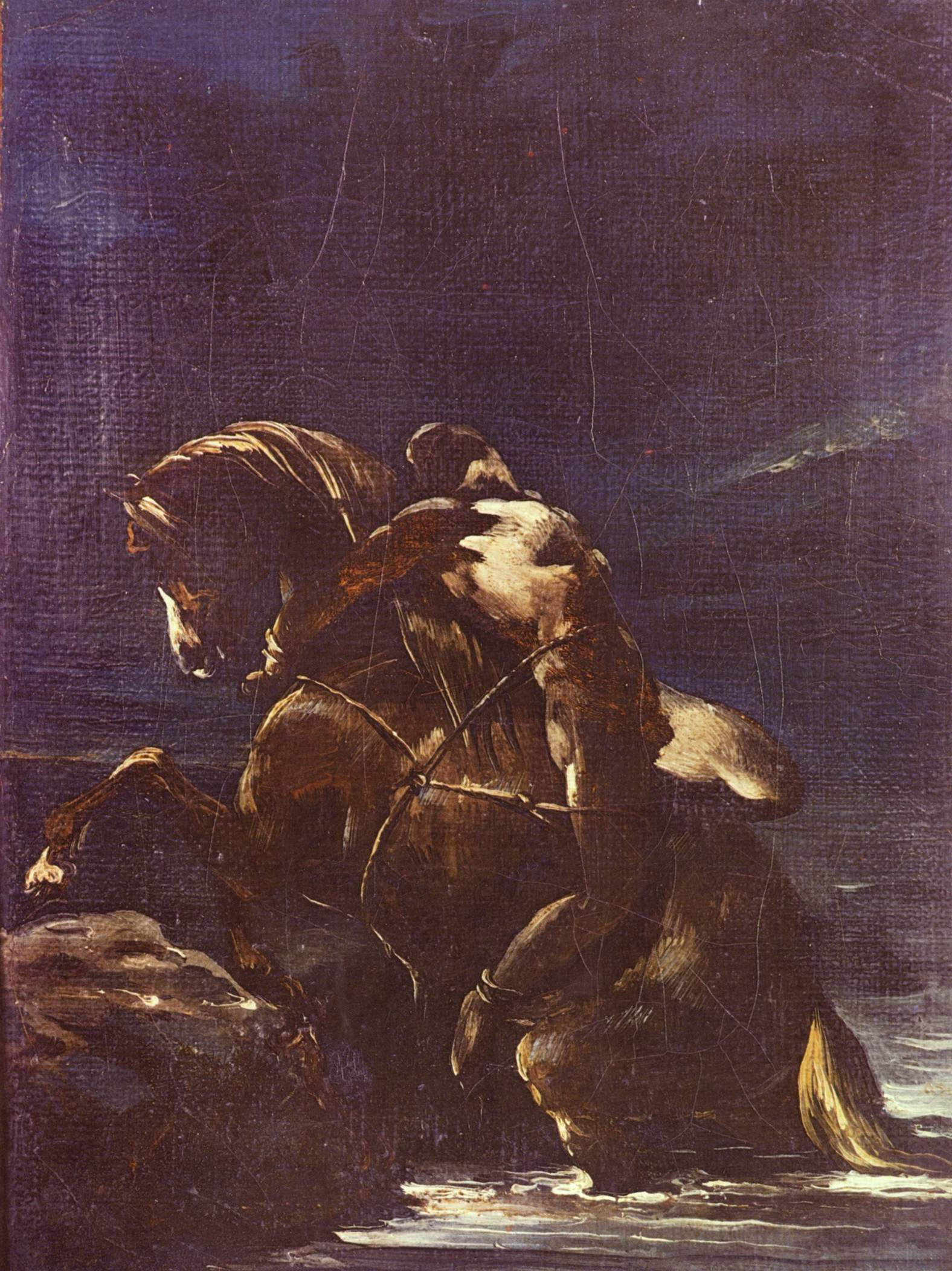
Der Page Mazeppa, Gemälde von Théodore Géricault, um 1820.

Von der vierten Etüde in d-Moll wurde am 18. November 1846 von dem Wiener Verleger Haslinger das Erscheinen einer Frühversion mit dem Titel „Mazeppa“ angezeigt. Mit dem Titel wird ein Bezug auf eine Verserzählung Victor Hugos hergestellt. Es geht dort um Mazeppa, der in der zweiten Hälfte des 17. Jahrhunderts als Page an den Hof des polnischen Königs Johann II. Kasimir nach Warschau kam. Wegen einer illegitimen Liebesbeziehung mit der Gattin eines Magnaten wird er von diesem gefesselt auf ein Pferd gebunden. Das Pferd wird dann in die Steppe gejagt, so dass Mazeppa unter der sengenden Hitze der Sonne verschmachten soll. Nach einem wilden Ritt bricht das Pferd schließlich zusammen. Mazeppa, der sich bereits dem Tode nahe fühlt, wird aber gerettet. Er wird von Kosaken aufgenommen und in die Ukraine gebracht. 1687 wird er dort zum Herrscher gewählt.
In Entsprechung mit dem Programm beginnt die Etüde mit einer Introduktion aus scharf abgerissenen Akkorden. Es soll sich damit die Vorstellung verbinden, dass das Pferd mit Peitschenhieben in die Steppe gejagt wird. Die Introduktion, die in dieser Gestalt im Frühjahr 1841 entstand, führt zum Dominantseptakkord der Tonart d-Moll, so dass sich der Hauptteil der Etüde anschließen kann. Liszt hat jedoch in der endgültigen Version noch eine Episode mit Passagen eingefügt. Bei üppigem Gebrauch des rechten Pedals lässt sich dies so verstehen, dass in der Art eines Vorspanns zu einem Film zuerst eine riesige Staubwolke zu sehen ist. Der Staub legt sich dann, worauf ein freier Blick auf die Szene möglich wird.
Zur Schilderung von Mazeppas Todesritt wird als Hauptteil der Etüde eine klagende Melodie in sechs Strophen mit harmonischer Unterstützung durch den Bass gespielt. Die Strophen sind paarweise zusammengefasst, wodurch sich eine dreiteilige Form mit den Strophen 3/4 als kontrastierender Mittelteil ergibt. In den Strophen 1/2 und 5/6 tritt zu dem Gesang im Diskant und dem Bass eine aufsteigende Figur in der Mittellage hinzu, die dem Lärm der aufschlagenden Hufe des wild dahinstürmenden Pferdes entspricht. Die Figur wurde in den Strophen 1/2 der Frühversion in Triolen-Achteln gespielt. In der endgültigen Version sind in der ersten Strophe die Triolen-Achtel durch Sechzehntel ersetzt. Da Liszt für die zweite Strophe die Melodie der ersten Strophe in gleichen Notenwerten übernommen hat, müsste im Prinzip die Figur in der Mittellage in der zweiten Strophe im Vergleich mit der ersten Strophe langsamer sein. In der ersten Strophe würden auf eine Halbenote der Melodie acht Sechzehntel, dagegen in der zweiten Strophe auf eine Halbenote sechs Triolenachtel entfallen. Ob dies wirklich so gemeint ist, bleibt allerdings ungewiss. Es bietet sich als Alternative die Deutung an, dass die Schnelligkeit der Figur beibehalten werden soll, wodurch sich eine Verkürzung der Melodietöne ergibt. Der Vergleich mit den Strophen 5/6 führt zu dem Ergebnis, dass eine entsprechende Verkürzung auch dort zu finden und zu Beginn von Strophe 6 mit einer veränderten Tempoangabe angedeutet ist. Die fortschreitende Verkürzung der Melodietöne lässt sich als Ausdruck einer zunehmend atemlosen Hast auf dem Todesritt Mazeppas verstehen.
Die dritte Strophe in B-Dur, in der anstelle der früheren Figur nun die Melodie in der Mittellage liegt, wirkt als lyrischer Ruhepunkt. Dagegen treten in der vierten Strophe chromatische Figuren zu der Melodie hinzu, und in der zweiten Hälfte der Strophe wird mit abstürzenden Quartsextakkorden das Entsetzen Mazeppas in der Erwartung einer bevorstehenden Katastrophe zum Ausdruck gebracht. Der Ritt wird aber in den Strophen 5/6 noch fortgesetzt. Erst in der Coda ab Takt 159 wird in Tönen geschildert, wie das Pferd zum Stehen kommt und schließlich zusammenbricht. Es folgt ein Rezitativ mit klagenden kurzen Motiven, die in zunehmendem Maß durch Pausen unterbrochen sind. Auch Mazeppa ist offenbar am Ende seiner Kräfte angelangt. Unerwartet schließt sich ein strahlender Schlusssatz in D-Dur mit schmetterndem Fanfarenmotiven an, der die Rettung Mazeppas und seine Einsetzung als König symbolisiert.
Bei der Gestaltung seiner Etüde hat Liszt sich in der letzten Fassung in erstaunlicher Art bei seinem früheren Rivalen Sigismund Thalberg bedient. Der chromatische Gang mit Akkordtönen in den Außenstimmen in den Takten 55ff sowie an anderen Stellen ist in gleicher Art in Thalbergs „Grande fantaisie“ op. 22 zu finden, die Liszt zu Beginn des Jahres 1837 in einer Rezension als angeblich vollständig einfallslos verworfen hatte. In der lyrischen dritten Strophe wird eine Daumenmelodie von üppigen Arpeggien umspielt. Die von Arpeggien umspielte Daumenmelodie war im Frühjahr 1837 Hauptgegenstand der polemischen Attacken Liszts gegen Thalberg gewesen. Liszt hatte diese Art von Klaviersatz mit Worten einer starken Verachtung bedacht und abgelehnt.

#### Etüde Nr. 5Feux follets
Das fünfte Stück, Feux follets („Irrlichter“) in B-Dur, ist eine koloristische Bewegungs- und Filigranstudie, die motivisch vor allem auf Trillerformen des Halbton- und des Ganztonschritts beruht. Als „Irrlicht“ wird in Takt 9 ein Motiv aus acht Tönen eingeführt, das in unterschiedlichen Gestalten, teils diatonisch, teils chromatisch, an vielen Stellen wiederkehrt. Durch üppige Verwendung von tonal vieldeutigen verminderten Septakkorden und häufige Wechsel zwischen Dur und Moll entsteht der Eindruck eines schillernden Hintergrunds. Auch der Taktrhythmus wird nicht selten in der Schwebe gehalten. In der Introduktion wird erst mit dem Beginn von Takt 7 die Bestätigung einer schweren Taktzeit erreicht. Ob der letzte Akkord von Takt 8, der auf eine leichte Taktzeit fällt, aber der Abschluss einer Passage ist, nicht als betont gehört werden soll, ist bereits ungewiss. Der abschließende Akkord am Ende der analogen Passage in den Takten 10f ist tatsächlich auf einer schweren Taktzeit platziert. Ähnliche Probleme ergeben sich in Takt 48 bei einem Vergleich mit Takt 47. In Takt 48 sind die 4 Achtelnoten des 2/4 Taktes in zwei Gruppen von jeweils drei Sechzehnteln und eine Gruppe von zwei Sechzehnteln eingeteilt. Die Passage der rechten Hand stimmt damit überein. Bei dem Motiv aus drei Sechzehnteln der linken Hand stellt sich dagegen die Frage, ob das erste Sechzehntel am Taktbeginn als betont oder als unbetont gehört werden soll. Das Motiv wurde in Takt 47 in solcher Art eingeführt, dass eine relative Schwere mit der zweiten Sechzehntel zusammenfällt.
Die Form der Etüde ist eine dreiteilige Reprisenform. Nach einer Introduktion beginnt mit dem zweiten Achtel von Takt 18 ein Hauptteil, der mit dem ersten Sechzehntel von Takt 42 nach einem lyrischen Melodiefragment in der Oberstimme der Takte 40f zu einem deutlichen Abschluss in B-Dur gelangt. Bis zum ersten Achtel von Takt 73 schließt sich eine modulierende Durchführung an. Mit dem zweiten Achtel von Takt 73 beginnt eine stark veränderte Reprise in A-Dur, die auf dem ersten Sechzehntel von Takt 102, nach der gleichen lyrischen Phrase wie am Ende der Exposition, wieder die Tonika von B-Dur erreicht. In der nachfolgenden Coda bleibt die Tonalität trotz weiterhin üppiger Chromatik stabil. Während die Etüde heute als brillante Konzertnummer ihre Wirkung tut, dürften die Zeitgenossen die häufige tonale und rhythmische Unsicherheit als unbehagliches Gefühl empfunden haben. In solcher Art, in der Art eines unheimlichen Spuks, war die Wirkung wohl auch von Liszt geplant.

#### Etüde Nr. 6Vision
Im Zusammenhang mit der sechsten Etüde, Vision in g-Moll, liest man häufig von einem inhaltlichen Zusammenhang, den es mit der Bestattung Napoleons geben soll. Dies kommt wohl daher, dass die Hauptmelodie aus der Melodie des dies irae der Totenmesse entwickelt ist. Napoleon war im Mai 1821 gestorben. Sein Leichnam wurde 1840 nach Frankreich überführt und in Paris im Invalidendom beigesetzt. Da die Etüde Liszts in einer frühen Version bereits im Herbst 1837 entstand, ist offensichtlich, dass es mit der Bestattung Napoleons im Jahr 1840 keinen Zusammenhang geben kann. Es ist auch zweifelhaft, aus welchem Grund Liszt an die vorherige Bestattung Napoleons auf St. Helena gedacht haben könnte. Entsprechende Belege in Quellen liegen anscheinend nicht vor.
Die Etüde ist als Studie in weiten Arpeggien konzipiert. In einer ersten Strophe in g-Moll wird die Melodie von der rechten Hand in Terzen und Akkorden vorgetragen und von der linken Hand mit Arpeggien umspielt. In einer zweiten Strophe in h-Moll ist die Melodie der linken Hand zugeteilt. Die Arpeggien haben sich ausgeweitet und werden nun von beiden Händen gemeinsam gespielt. Nach einem Zwischensatz ohne eigenes melodisches Profil folgt eine dritte Strophe in G-Dur. Eine abschließende Coda führt zu einem pompösen Schluss, der ebenfalls in G-Dur steht.
Ist die Etüde als Musikstück trotz ihres düsteren Charakters grundsätzlich leicht zu verstehen, so gibt es zwei Probleme, bei denen es erstens um die Tonart und zweitens um den Rhythmus der Hauptmelodie geht. Am Anfang der Etüde ist die Tonart g-Moll vorgezeichnet; und der Zusammenhang mit dem Zyklus, dessen Anordnung der Quintenzirkel zugrunde liegt, lässt keinen Zweifel daran, dass die Tonart g-Moll als Tonart der Etüde gelten soll. Die Tonart ist aber nur in den ersten acht Takten präsent. Sie wird dann verlassen und nicht wieder erreicht. Das rhythmische Problem bezieht sich auf die ersten Takte der Hauptmelodie. Es ist ein 3/4 Takt angegeben, während von der Melodie sehr suggestiv eine gerade Taktart nahegelegt wird. Dabei werden jeweils zwei Melodietöne zusammengefasst, so dass ein Hemiolenrhythmus entsteht, in dem von dem 3/4 Takt nichts zu spüren ist. Der 3/4 Takt lässt sich mit Akzenten und agogischen Dehnungen erzwingen, doch bleibt unklar, ob der Spieler dies tun soll.
Liszt hat die g-Moll Etüde in der Version von 1837 und zudem seinen Walzer op. 6 am 18. April 1838 in einem Konzert in Wien gespielt. In einer zeitgenössischen Rezension heißt es zu den beiden Stücken:

„Der Bravour-Walzer und die große Etude schienen ihrer Erfindung nach Alles zusammenfassen zu wollen, was sich nur Schwieriges für das Instrument ersinnen läßt und eröffnen somit ein weites Feld zur Darlegung der ungeheuersten Bravour.“

Man hat es mit Redensarten zu tun, wie sie im Zusammenhang mit den Klavierwerken Liszts bis heute verbreitet sind. Die Wirklichkeit sieht ganz anders aus. Gemessen an klaviertechnischen Spitzenleistungen ist die Etüde selbst in der Version von 1837 nur mäßig schwer. Der Walzer ist ein brillantes Salonstück, nicht weniger, aber auch nicht mehr. Dem Rezensenten hat es offensichtlich an Kenntnissen gefehlt.
In ähnlicher Art, wie dies bereits für die Mazeppa-Etüde angemerkt worden ist, lässt sich auch in der Etüde Vision ein Zusammenhang mit der Rivalität Liszts mit Thalberg erkennen. Liszt hatte im Frühjahr Jahres 1837 in offenkundig polemischer Absicht den Klaviersatz seines Rivalen auf den Gebrauch einer von Arpeggien umspielten Daumenmelodie reduziert. Gerade diese Idee liegt der Etüde Vision zugrunde. In der Version von 1837 wurde die ganze erste Strophe von der linken Hand alleine gespielt. Es wurde damit demonstriert, dass zum Hervorbringen einer von Arpeggien umspielten Daumenmelodie die linke Hand des Spielers ausreichend ist.

#### Etüde Nr. 7Eroica
Bei dem Titel „Eroica“ der siebten Etüde hat Liszt wegen der Tonart Es-Dur wohl an Beethoven und dessen 3. Sinfonie, der „Eroica“, in der gleichen Tonart gedacht. Zwar lässt sich nichts von einem direkten musikalischen Zusammenhang erkennen, doch hat Liszt das Prinzip des thematischen Komponierens auf die Spitze getrieben. Die Introduktion ist als Variante von der Introduktion seines Impromptu op. 3 über Melodien von Rossini und Spontini übernommen. Aus dem unscheinbaren Keim ist die ganze Eroica-Etüde herausgewachsen.
Hinsichtlich ihrer Form stellt sich die Etüde in ihrem Hauptteil nach der Introduktion als Folge von Variationen über ein trotziges Marschthema dar. Dabei wird weniger das Marschthema selbst, sondern die musikalische Umgebung, in die es eingebettet ist, fortentwickelt und variiert. Dies betrifft die stark modulierende Harmonik und die Spielformen, die der Spieler neben der Hauptmelodie bewältigen muss. Der durch das Marschthema repräsentierte Held muss in diesem Sinn musikalische Abenteuer überstehen. Als klaviertechnischer Höhepunkt ist das Thema in der letzten Variation vor der Coda in vollgriffigen Akkorden gesetzt, die von beiden Händen mit schnellen Figurationen in Oktaven begleitet werden. In der Fassung von 1837 folgte eine weitere Variation, in der zwar nicht die klaviertechnische Schwierigkeit, aber die Bravourwirkung noch gesteigert wird. Es schloss sich eine Episode an, in der der Held der Übermacht seiner Gegner zu erliegen scheint. Das Musikstück blieb nach der Bezeichnung „morendo“ („ersterbend“) auf einer Pause mit Fermate stehen. In der Coda erwachte der Held zu neuem Leben. Bei der Überarbeitung zur endgültigen Fassung hat Liszt dies wohl deshalb gestrichen, weil der gleiche Vorgang bereits am Ende der Mazeppa-Etüde zur musikalischen Darstellung kommt.
Auch bei der Eroica-Etüde stellen sich Erinnerungen an die Konfrontation Liszts mit Thalberg vom Frühjahr 1837 ein. Das seinerzeit von Liszt geprägte Schlagwort der von Arpeggien umspielten Daumenmelodie hatte sich nach allem Anschein bei ihm selbst festgesetzt. Die Eroica-Etüde enthält eine Fülle von Beispielen, die man mit diesem Schlagwort beschreiben kann. Hierzu gehört auch die Stelle vor der Coda mit der bravourösen Figuration in Oktaven. Es wird ein akkordischer Satz als Mittelstimme von Akkordfigurationen, d. h. von Arpeggien umspielt.

### Zweites Heft

#### Etüde Nr. 8Wilde Jagd
Mit dem Titel der achten Etüde, Wilde Jagd in c-Moll, ist eine Schar von Spukgestalten gemeint, die unter Geschrei, Peitschenknall und Hundegebell vorüberzieht. Der Etüde liegt aber eine Form zugrunde, die an eine traditionelle Form, die Sonatenhauptsatz-Form, denken lässt. Die Etüde beginnt mit einer in zwei Anläufe unterteilten, umfangreichen Introduktion. In den Takten 59ff wird dann ein Hauptsatz und in den Takten 93ff ein kontrastierender Seitensatz, beide in Es-Dur beginnend und modulierend, eingeführt. Ab Takt 134 folgte eine Durchführung und ab Takt 164 eine Reprise, in der die beiden Hauptthemen nach C-Dur versetzt sind. Es schließt sich ab Takt 216 noch eine Coda mit einem Ende in C-Dur an.
Die Erwartung, die sich mit dem Titel „Wilde Jagd“ verbindet, wird vor allem in der Introduktion, und dort mit einem „Chaos-Rhythmus“ erfüllt. So fallen in Takt 2 die Taktmitte und in Takt 3 der Taktbeginn als betonte Taktzeiten jeweils mit einer Pause zusammen. In Takt 7 wird der Dreiklang der Tonika erst auf dem zweiten Achtel gespielt. während auf das betonte erste Achtel erneut eine Pause entfällt. Unmittelbar danach ist ein Motiv von einer Länge von 5 Achteln in den 6/8-Takt eingezwängt, so dass ein Hörer spätestens damit die rhythmische Orientierung verliert. Selbst aus der Sicht des Spielers wird schwer zu entscheiden sein, ob dem durch das Motiv nahegelegten Rhythmus oder dem notierten Taktrhythmus gefolgt werden soll.
Im Vergleich mit der Introduktion wirken die Chaos-Elemente, die es auch in der Durchführung und am Ende der Coda gibt, sehr moderat. In der Durchführung geht es vor allem darum, durch beständiges Modulieren dem Grundton C die Herrschaft zu entziehen. Am Ende der Coda wird der Gedanke des rhythmischen Verwirrspiels noch einmal aufgegriffen. Der Akkord auf der letzten Taktzeit von Takt 225 wirkt entweder betont, obwohl er auf einer unbetonten Taktzeit steht, oder als Auftakt, der in eine Pause führt.

#### Etüde Nr. 9Ricordanza
Wenn im Zusammenhang mit der neunten Etüde, Ricordanza in As-Dur, Busoni von einer „veralteten Empfindungswelt“ und von einem „Bündel verblasster Liebesbriefe“ sprach, dann wird man gut daran tun, solche Äußerungen in erster Linie als Symptome zur Beschreibung der eigenen Persönlichkeit Busonis zu sehen. Es sind Beispiele, die zeigen, dass Busoni einem einseitigen Bild von der Persönlichkeit Liszts verhaftet war. Dabei sollte es sich von selbst verstehen, dass Liszt im Herbst 1837, als die Frühversion der Etüde entstand, nicht die Empfindungswelt Busonis vorwegnehmend abbilden musste und dies auch gar nicht seine Absicht war. In der gleichen Art wie die Etüde Liszts hätte Busoni die Klavierwerke Schuberts und Schumanns, und selbst vieles von Beethoven abfertigen können.
Liszt hat das Stück in As-Dur aus seinen früheren Etüden op. 6 mit einer Introduktion und im weiteren Verlauf mit duftigen Passagen versehen. Er hat zudem den Kontrast zwischen Episoden von einem mehr an gesellschaftlichen Konventionen orientierten Schmachten in zarten Seufzern und Episoden eines leidenschaftlichen Ausdrucks verstärkt. Es entsteht der Eindruck eines mit nostalgischer Wehmut gemischten Rückblicks auf eine Zeit, die zwar versunken, aber nicht vergessen war und jedenfalls ein Bestandteil der inneren Persönlichkeit Liszts geblieben ist.
Auch in dieser Etüde hat Liszt von dem Verfahren der von Arpeggien umspielten Daumenmelodie üppigen Gebrauch gemacht. Ein Beispiel für die Art, in der dies von Zeitgenossen aufgenommen worden ist, liegt in einer Rezension Henri Blanchards in der Revue et Gazette musicale von 1840, S. 285f, vor. Die Rezension bezieht sich auf eine Matinee vom 20. April 1840, in deren Programm Liszt neben anderen Stücken seine Etüde in As-Dur spielte. Blanchard erinnerte an Molière, der mit naiver Genialität einige gute Szenen aus Werken von Vorgängern übernahm. Hatte Liszt es früher gewagt, mit Sigismund Thalberg als dem Cäsar, Octavian oder Napoleon des Klavierspiels in die Schranken zu treten, so hatte er sich nun, um von dessen Krone eine Zacke zu erlangen, die berühmte Daumenmelodie angeeignet, von der alle Pianisten Frankreichs träumten. Fétis, mit dem Liszt einige Jahre zuvor gerade wegen dieser Setzweise in eine polemisch geführte Debatte verwickelt gewesen war, habe in der Matinee Liszts die glücklichsten zwei Stunden seines Lebens verbracht.

#### Etüde Nr. 10Allegro agitato molto
Die zehnte Etüde, Allegro agitato molto in f-Moll, ist in der Version von 1837 wegen extremer Anforderungen an Sicherheit in Sprüngen, Weitgriffigkeit und Unabhängigkeit der Finger selbst nach Virtuosenmaßstäben ein abschreckend schweres Stück gewesen. Liszt hatte sich offenbar vorgenommen, den Ausgangspunkt, die Etüde in f-Moll aus Chopins op. 10, in jeder Hinsicht zu überbieten. Dies ist ihm zweifellos gelungen, wenngleich die Zahl der Spieler, die der Etüde in dieser Gestalt gewachsen sind, in allen Zeiten sehr gering sein wird. Bei seiner Überarbeitung zur endgültigen Version hat Liszt seine klaviertechnischen Ansprüche sehr erheblich reduziert. Dabei mag der Gedanke leitend gewesen sein, dass der in der früheren Version betriebene Aufwand zu der selbst im günstigsten Fall zu erzielenden Wirkung in einem ungeeigneten Verhältnis stand.
In Anlehnung an die Sonate in f-Moll op. 57 von Beethoven wird die Etüde Liszts in f-Moll häufig „Appassionata“ genannt, doch dürfte dies im Vergleich mit dem von Liszt gestalteten Ausdruck viel zu harmlos sein. Die Etüde enthält thematische Bezüge zur Dante-Sonate, die einen Aufenthalt in der Hölle zur Darstellung bringt. Hierzu gehört die mit „disparato“ („verzweifelt“) bezeichnete Melodie in den Takten 126f. In der Etüde wird die Verzweiflung eines Menschen geschildert, der in auswegloser Situation ein Verhängnis auf sich zukommen sieht, in dem er ohne die geringste Hoffnung auf Rettung untergehen wird.
Die formale Anlage der Etüde ist bei beständigen Modulationen und häufig wechselnden Spielformen kompliziert. Als Aufbau im Großen lassen sich zwei Teile erkennen. Der erste Teil reicht bis zum ersten Achtel von Takt 86 und endet dort mit dem Dominantseptakkord mit kleiner None der Tonart f-Moll. Mit dem zweiten Achtel von Takt 86 beginnt eine stark veränderte Reprise, in der der musikalische Ausdruck im Vergleich mit dem ersten Teil noch erheblich gesteigert ist. Die Entwicklung bricht am Ende von Takt 149 nach der Doppeldominante mit kleiner Septime und None von f-Moll mit Pausen ab. In der Art einer Kadenz schließt sich eine Folge von arpeggierten verminderten Septakkorden an, deren Ausdrucksgehalt demjenigen einer ausweglosen Situation entspricht. Im Vergleich mit dem ersten Teil fehlte noch eine Coda, die den Takten 78ff entsprechen sollte. Dies wird ab Takt 160 in veränderter Art als Stretta nachgeschickt und mündet in der abschließenden Katastrophe.

#### Etüde Nr. 11Harmonies du soir
Die elfte Etüde, Harmonies du soir („Abendklänge“) in Des-Dur, stellt im Rahmen des Zyklus einen versöhnlichen Ausgleich zu der vorhergehenden Etüde in f-Moll her. Die Fassung von 1837 enthielt einen thematischen Bezug, den Liszt bei der Überarbeitung mit großer Konsequenz gestrichen hat. Das einleitende Motiv der linken Hand, ein Pendeln zwischen Tönen in dem Abstand einer Oktave, soll offenbar das Läuten einer Glocke symbolisieren. Es wird im weiteren Verlauf mit dem von der Unterstimme angezeigten Rhythmus, eine Halbenote, gefolgt von einer Viertelnote und einem weiteren langen Ton, als Motiv verwendet. Beispiele sind in den Takten 10f und am Ende der Etüde zu finden. An solchen Stellen enthielt die frühere Version ein anderes Motiv, in dem bei gleichbleibender Tonhöhe eine Halbenote auf drei Viertelnoten folgt.
Dem Motiv der früheren Version fällt in der Hugenotten-Fantasie Liszts, die im Dezember 1837 in einem Album für die Abonnenten der Pariser Revue et Gazette musicale erschien, eine zentrale Rolle als Leitmotiv zu. Es ist dort der Themenkopf des Chorals Ein feste Burg ist unser Gott gemeint, der in der Oper Die Hugenotten von Giacomo Meyerbeer eine wichtige Rolle spielt. Da Liszt die Frühversion der Etüde in Des-Dur wenige Monate vor der Veröffentlichung seiner Hugenotten-Fantasie komponierte, wirkt die Annahme plausibel, dass er für die Etüde den gleichen Bezug übernahm, so dass auch dort das einleitende Motiv als Zitat des Chorals verstanden werden kann. In der Zeit, in der die überarbeitete Version entstand, war in den privaten Verhältnissen Liszts eine Veränderung eingetreten. Er lebte nun mit der Fürstin Carolyne von Sayn-Wittgenstein zusammen, die darauf Wert legte, dass in ihrer Umgebung streng katholische Sitten eingehalten wurden. In dieser Umgebung war der protestantische Choral unerwünscht. Liszt hat deshalb den Bezug auf den Choral durch ein inhaltlich neutrales Motiv ersetzt.
In dem Aufbau der Etüde lässt sich eine dreiteilige Form erkennen. Nach einer Introduktion, in der verschiedene Motive vorbereitend angedeutet werden, setzt in Takt 24 ein mit wohlklingenden Arpeggien gestaltetes erstes Hauptthema in Des-Dur ein. Es folgt eine vorausschauende Überleitung, worauf in Takt 38 in G-Dur ein zweites Hauptthema beginnt. In Takt 58 wird mit der ersten Strophe in E-Dur einer neuen Melodie ein Mittelteil eingeführt. Nach einer in der Hauptsache aus Motiven des zweiten Themas des ersten Hauptteils gebildeten Überleitung folgt ab Takt 98 eine zu leidenschaftlichem Ausdruck gesteigerte zweite Strophe in Des-Dur. In Takt 120 beginnt eine verkürzte Reprise des ersten Hauptteils, in der die beiden Themen in Des-Dur stehen und in ihrer Reihenfolge umgekehrt sind. Es schließt sich noch eine knappe Coda an.

#### Etüde Nr. 12Chasse neige
In dem letzten Stück des Zyklus, Chasse neige („Schneetreiben“) in b-Moll, einer Studie in Tremolo-Figuren, setzen sich elegisch depressive Stimmungen durch. Die Version von 1837 enthielt eine Introduktion in der Art eines Rezitativs, die aus zwei Komponenten bestand. Von einer tiefen Stimme war der Themenkopf der Hauptmelodie der Etüde zu hören. Es folgte eine Antwort im Diskant, die in liebevoller Art, musikalisch als Doppelschlag mit nachfolgender „Umarmungs-Geste“ dargestellt, Trost zu spenden scheint. Das Rezitativ wurde am Beginn des letzten Drittels der Etüde an einer formalen Schnittstelle wiederholt. 
Auch die Etüde Chasse neige ist als dreiteilige Reprisenform komponiert. Der als Duett einer hohen und einer tiefen Stimme gestaltete erste Hauptteil beginnt in b-Moll und endet mit dem ersten Achtel von Takt 25 mit der Tonika von E-Dur. In einem Mittelteil rücken die beiden Stimmen als Engführung näher zusammen. Zu dem Tremolo treten in zunehmendem Maß chromatische Skalen-Figuren hinzu, bis schließlich von den Melodiestimmen nichts mehr zu hören ist. In Takt 49 beginnt in b-Moll eine veränderte und verkürzte Reprise des ersten Hauptteils, die in den Takten 64f mit der Harmonie des Dominantseptakkords mit kleiner None der Tonart b-Moll erneut zu konturenlosen chromatischen Skalen führt. Nach einer Pause mit Fermate und einer kurzen akkordischen Kadenz wird mit dem ersten Achtel von Takt 66 die Tonika von b-Moll erreicht. Es beginnt danach eine Coda, die neben Fragmenten der Hauptmelodie ein von dem Themenkopf der Hauptmelodie abgeleitetes neues Motiv im Diskant enthält, das ein tragisches Schicksal zu beklagen scheint. Im weiteren Verlauf treten wieder chromatische Skalen-Motive hinzu. Die Hauptmelodie wird dann aufgelöst, bis am Ende nur noch unthematische Dreiklänge in b-Moll übrig sind.